# Pont ferroviaire d'Olargues
Le pont ferroviaire d'Olargues, abusivement qualifié de « Pont Eiffel », est un pont métallique droit qui enjambe le Jaur. Il a été construit entre 1886 et 1889 par la compagnie Fives-Lille sous la direction des ponts et chaussées du département de l'Hérault dont Frédéric Ritter, ingénieur en chef, était chargé des travaux de construction de la plate-forme et ouvrages d'art de la ligne chemin de fer de Mazamet à Bédarieux. Le viaduc d'Olargues faisait partie, lors de l'adjudication, d'un lot comprenant un autre pont métallique situé non loin de là, au hameau de Julio, de conception et de taille différentes.
Ce pont est aujourd'hui intégré à la voie verte de Mazamet à Bédarieux. En 2011, cet ouvrage a été repeint en rouge, couleur exotique mais totalement éloignée de la livrée d'origine puisque celle-ci était grise.

## Descriptif
Le pont d'Olargues est formé d'un tablier métallique reposant sur deux piles et deux culées (formées chacune d'une arche) en maçonnerie de calcaire. Le Viaduc était initialement projeté en maçonnerie à 7 arches, puis à 3 arches et c'est finalement la solution du tablier métallique qui sera retenue par les ingénieurs des Ponts et Chaussées pour des raisons probablement économiques.
L'ouvrage est de facture simple et ne présente pas de technicité particulière. La structure est composée d'éléments rivetés formant un treillis en croix de Saint André sur laquelle repose le tablier et la voie.
Il est dû à l'ingénieur ordinaire des Ponts et Chaussées de l'Hérault Alexandre Périer, auteur de la conception des ponts métalliques d'Olargues et de Julio, ainsi que toutes les "épures des moments fléchissants et efforts tranchants", savants calculs de résistances des matériaux.
Une fois attribué à l'entreprise Fives-Lille, les ingénieurs de l'entreprise établiront des correctifs aux plans et calculs d'origine.

## Galerie

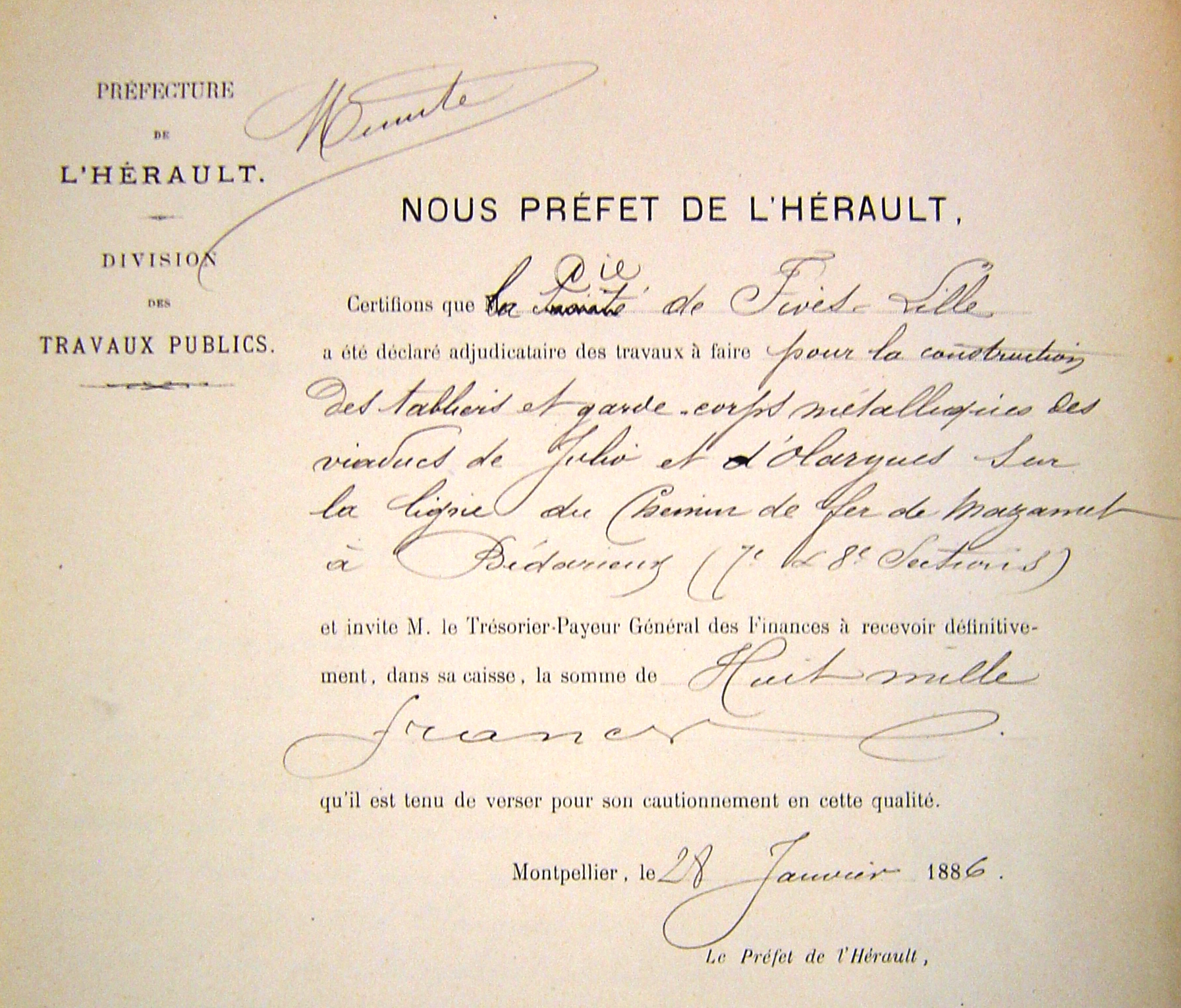
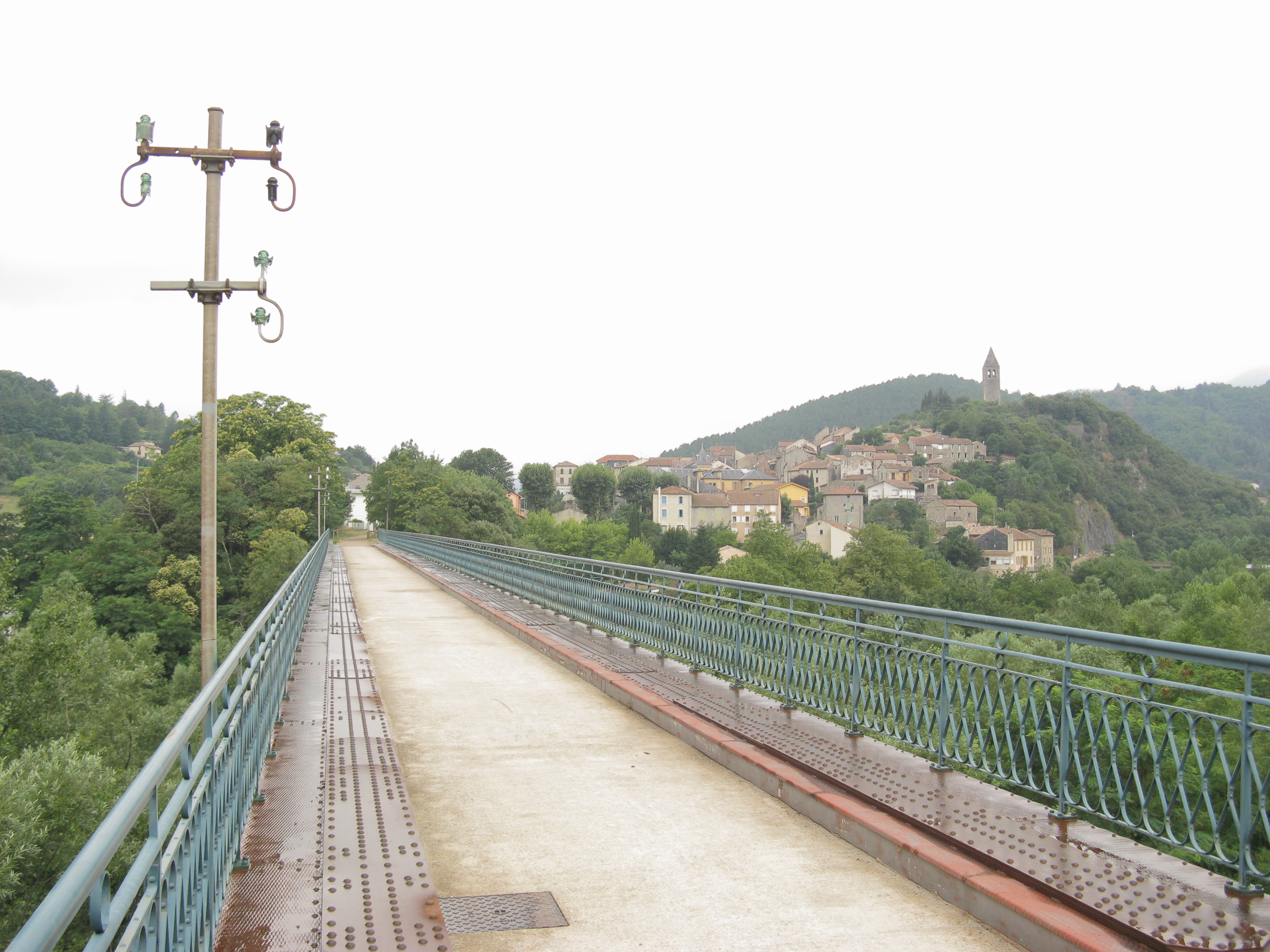
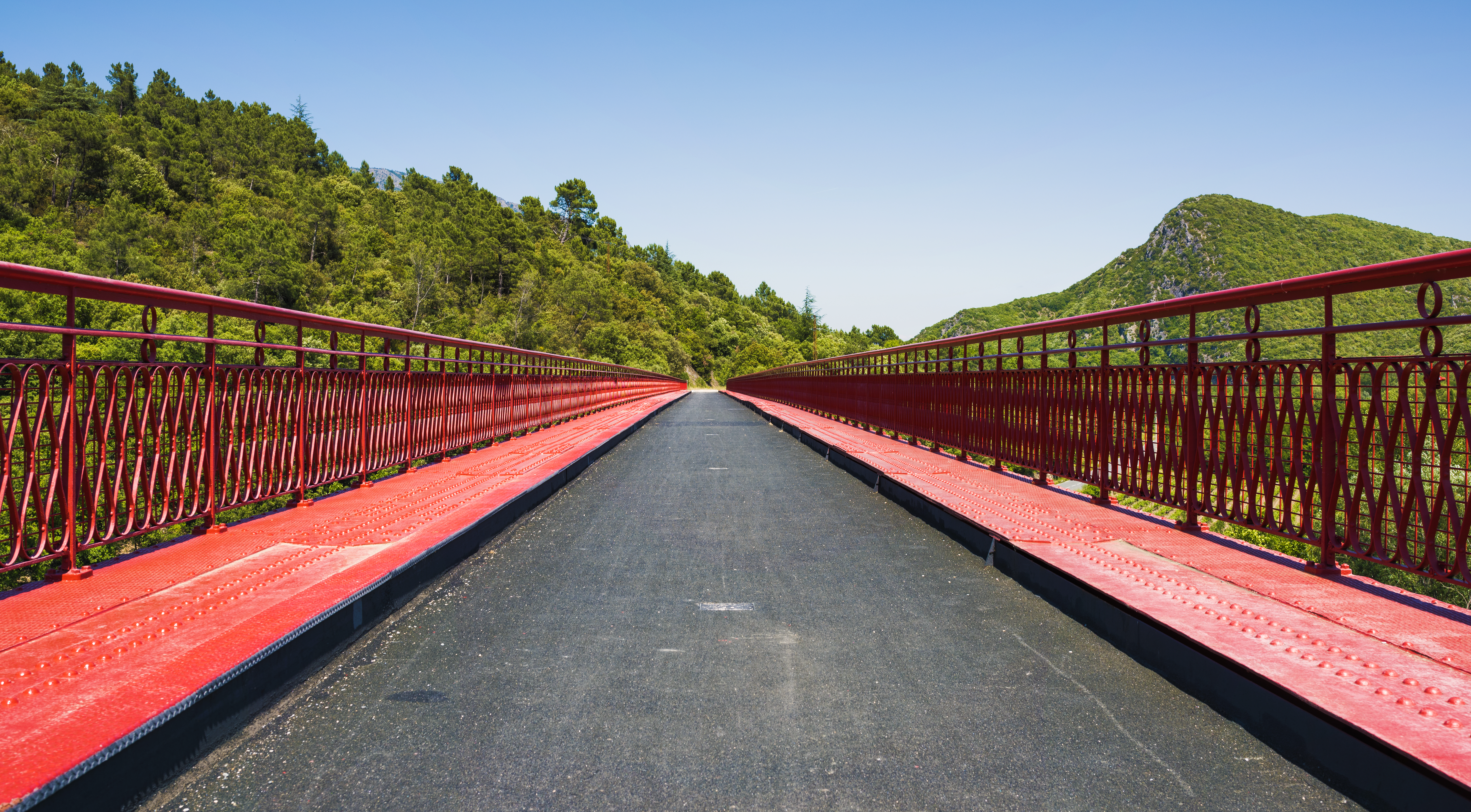